# Daniela Cavallo

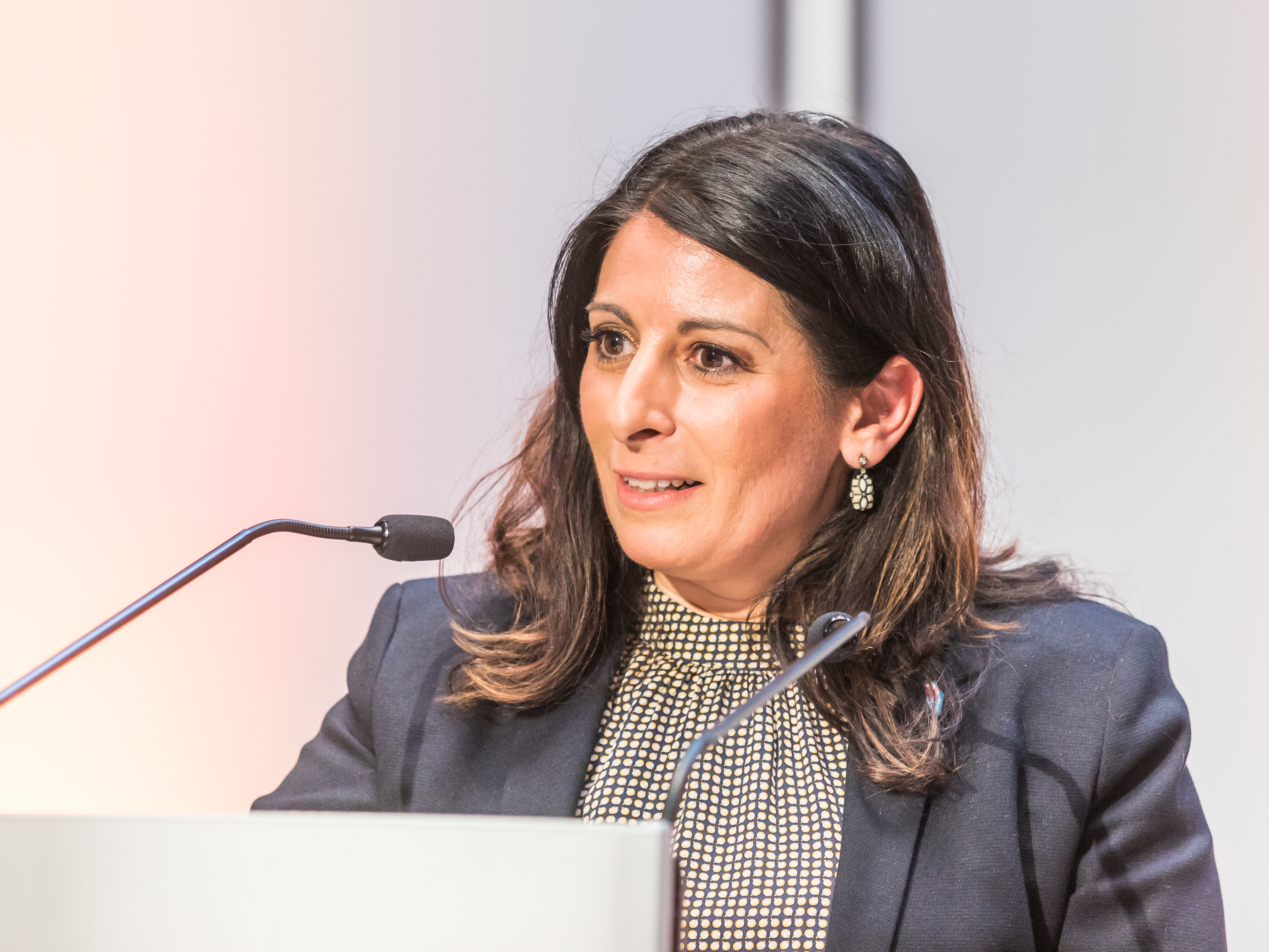
Daniela Cavallo, 2023

Daniela Cavallo (* 3. April 1975 in Wolfsburg) ist eine deutsch-italienische Betriebswirtin und Gewerkschafterin. Sie ist seit Mai 2021 Vorsitzende des Gesamt- und Konzernbetriebsrats der Volkswagen AG.

## Werdegang
Daniela Cavallo hat italienische Eltern. Ihr Vater kam mit der ersten Welle von Gastarbeitern nach Wolfsburg und arbeitete im Volkswagenwerk. Laut dem Informationsdienst Business Insider ist ihr ihre italienische Herkunft wichtig. Sie fühle sich in beiden Ländern heimisch, aber wirklich zu Hause sei sie in Wolfsburg. Nach dem Abitur 1994 absolvierte sie bei Volkswagen eine Ausbildung zur Bürokauffrau und ein berufsbegleitendes Wirtschaftsstudium, das sie zur Betriebswirtin qualifizierte. Sie engagierte sich zudem in der Jugend- und Auszubildendenvertretung.
2002 wurde Daniela Cavallo in den Betriebsrat der damaligen Volkswagen-Tochtergesellschaft Auto 5000 gewählt. Ihre Tätigkeit unterbrach sie nach Geburt ihrer Kinder 2004 und 2008 als erste Betriebsrätin bei Volkswagen für eine Elternzeit.
Seit 2013 ist Cavallo Mitglied des Gesamtbetriebsrats von Volkswagen. 2019 wurde sie zur Stellvertreterin des langjährigen Gesamt- und Konzernbetriebsratsvorsitzenden Bernd Osterloh gewählt. Nachdem er neuer Personalvorstand bei der Volkswagen-Nutzfahrzeugtochter Traton geworden war, übernahm sie am 23. April 2021, nach anderen Angaben am 1. Mai 2021, vorläufig seine Funktion.
Der Sprung der Tochter einer italienischen Gastarbeiterfamilie an die Spitze der Arbeitnehmervertretung des Großkonzerns ist laut dem Handelsblatt „ein wichtiger Moment nicht nur für Volkswagen, sondern für die gesamte Gewerkschaftsbewegung. Denn zum ersten Mal bekommt der Riesenkonzern Volkswagen mit weltweit 660.000 Beschäftigten eine Frau als oberste Arbeitnehmervertreterin“. Nach Angaben der taz wird die Gewerkschafterin damit „Chefin der wohl mächtigsten Arbeitnehmervertretung der Welt“. Laut dem Manager Magazin rückt Cavallo „damit auf die wohl mächtigste Position der Arbeitnehmerseite in der deutschen Industrie“.
Cavallos Vorgänger Bernd Osterloh beschreibt sie als „führungsstark, empathisch und so strategisch denkend, dass sich viele noch wundern werden.“ Medienberichten zufolge gilt sie als durchsetzungsstark, aber deutlich leiser und zurückhaltender als der selbstbewusste Osterloh, der 16 Jahre lang an der Spitze der Arbeitnehmervertretung des Autobauers stand.
In einem langen Interview im Juni 2021 mit Redakteuren der Wochenzeitschrift Die Zeit sprach Cavallo über diffizile Gehaltszahlungen an Betriebsräte und die Auswirkungen des Dieselskandals. Sie zeigt sich auch besorgt über fremdenfeindliche Vorfälle im Volkswagenwerk Zwickau. Auf Grund ihrer Herkunft fühlt sie sich besonders berufen, Rassismus und Fremdenfeindlichkeit im VW-Konzern zu bekämpfen und die Karrierechancen für Frauen zu verbessern.
Bei den Betriebsratswahlen im Jahr 2022 wurde sie mit 85,5 Prozent der von ihr angeführten IG-Metall-Liste im Amt bestätigt.

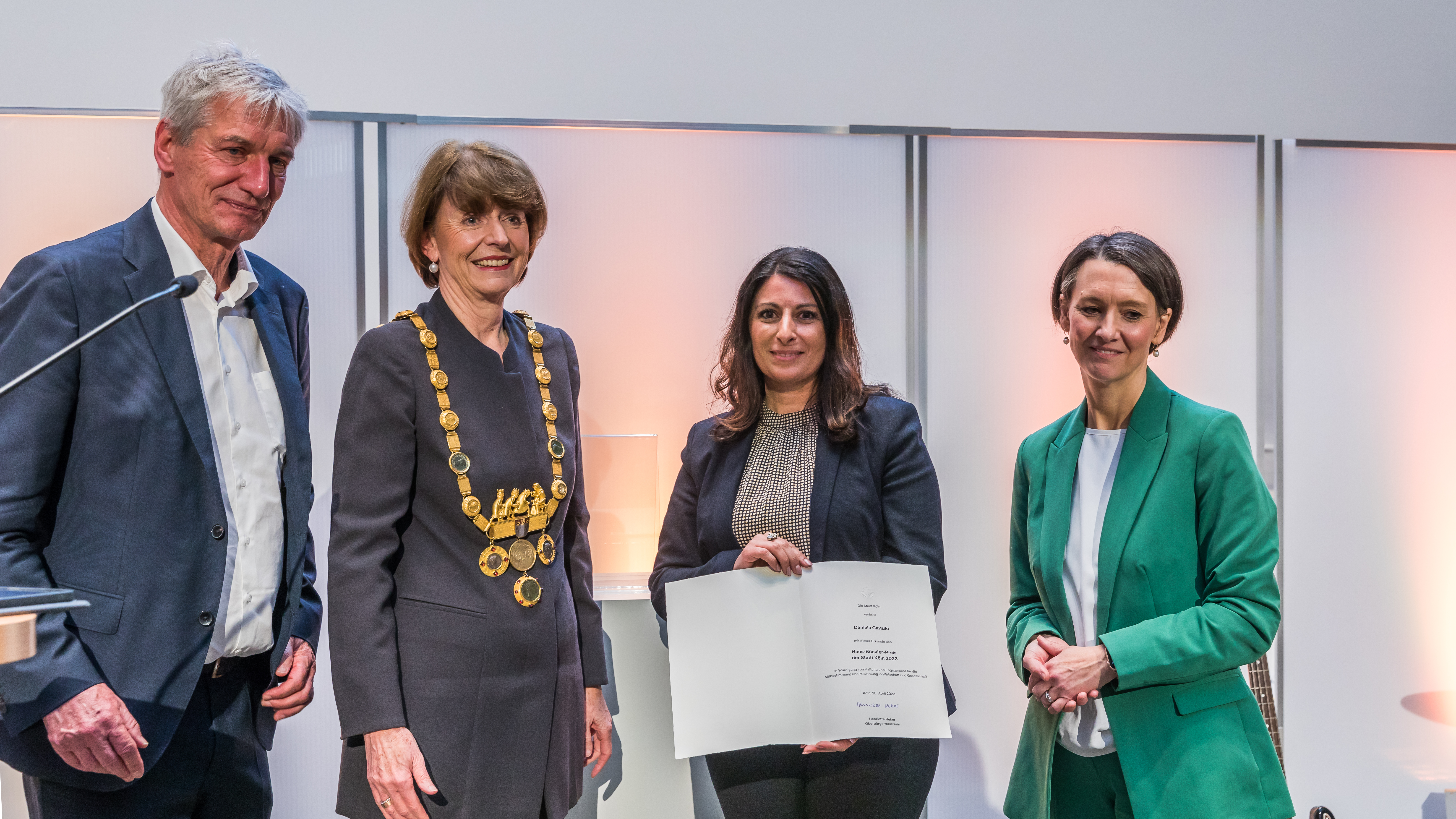
Preisverleihung des Hans-Böckler-Preises an Daniela Cavallo, 2023

Am 28. April 2023 erhielt sie den Hans-Böckler-Preis der Stadt Köln.

## Mitgliedschaften
- Daniela Cavallo ist Mitglied der IG Metall.[17]
- Auf Vorschlag der SPD-Landtagsfraktion in Niedersachsen wurde Cavallo zum Mitglied der 17. Bundesversammlung gewählt.